# Julian Pitt-Rivers
Julian Pitt-Rivers (1919-2001) fue un antropólogo e hispanista británico.

## Biografía
Nació en Londres el 16 de marzo de 1919. Tras estudiar en la Universidad de Oxford, fue profesor en Universidad de California en Berkeley y en la de Chicago. Estudioso de Andalucía, fue autor de The People of the Sierra (Weidenfeld and Nicholson, 1954), un importante texto de antropología social sobre la localidad gaditana de Grazalema. Amigo de Julio Caro Baroja, falleció el 12 de agosto de 2001 en la localidad francesa de Fons.